# Llei de Fick
La llei de Fick és una llei quantitativa en forma d'equació diferencial que descriu diversos casos de difusió de matèria o energia en un medi en el que inicialment no existeix equilibri químic o tèrmic. Rep el nom d'Adolf Fick, que derivà aquestes lleis el 1855.
En situacions d'existència de gradients de concentració o temperatura d'una substància, es produeix un flux de partícules o de calor que tendeix a homogeneïtzar la solució i uniformitzar-ne la concentració o la temperatura. El flux homogeneïtzador és una conseqüència estadística del moviment atzarós de les partícules que dona lloc a la segon principi de la termodinàmica, conegut també com a moviment tèrmic casual de les partícules. Així, els processos físics de difusió poden ser vistos com a processos físics o termodinàmics irreversibles.

## Introducció
El flux es mourà en sentit oposat al gradient i, si aquest és dèbil, podrà aproximar-se al primer terme de la sèrie de Taylor, resultant-ne la llei de Fick:
{\displaystyle {\vec {J}}=-D\nabla c}
essent {\displaystyle D} el coeficient de difusió de l'espècie de concentració {\displaystyle c}.
En el cas particular de la calor, la llei de Fick es coneix com a llei de Fourier i s'escriu:
{\displaystyle {\vec {q}}=-k\nabla T}
essent {\displaystyle k\,} la conductivitat tèrmica.
De combinar la llei de Fick amb la llei de conservació per a l'espècie c:
{\displaystyle {\frac {\partial c}{\partial t}}+\nabla \cdot {\vec {J}}=0}
en resulta l'equació de difusió o segona llei de Fick:
{\displaystyle {\frac {\partial c}{\partial t}}-D\nabla ^{2}c={\frac {\partial c}{\partial t}}-D\left({\frac {\partial ^{2}c}{\partial x}}+{\frac {\partial ^{2}c}{\partial y}}+{\frac {\partial ^{2}c}{\partial z}}\right)=0}.
Si existeix producció o destrucció de l'espècie (per una reacció química), cal afegir a l'equació un terme font en el segon membre.
Per al cas particular de la temperatura, si s'aplica el fet que l'energia interna és proporcional a la temperatura, en resulta l'equació de la calor:
{\displaystyle C{\frac {\partial T}{\partial t}}-k\nabla ^{2}T=0}
amb {\displaystyle C} la capacitat calorífica.